# Dave Rubin
David Joshua Rubin, född 26 juni 1976, är en amerikansk debattör och programledare för The Rubin Report. Rubin var tidigare programledare för The Six Pack och radioprogram på Sirius XM Radio. Rubin uppger sig vara konservativ och debatterar ofta ämnen som politisk korrekthet, yttrandefrihet, politik, massmedia, religion samt den klyfta han anser finnas mellan liberala och progressiva.

## Biografi
David Joshua Rubin bodde som barn i Syosset, och senare på Upper West Side på Manhattan i tretton år. Rubin gick ut från Syosset High School 1994, och avlade kandidatexamen i statsvetenskap vid Binghamton University i Vestal, New York.

## Karriär

### Ståuppkomik
Rubin påbörjade sin komikerkarriär 1998, med ståupp-komedi på klubbar i New York. Han fick sedan 1999 en praktikplats på The Daily Show med Jon Stewart.  År 2000 fick han ett stort genombrott genom uppträdanden på Comedy Cellar. Senare samma år samarbetade han med en grupp andra komiker från Comedy Cellar för att skapa en public access-TV-serie, ett parodiskt nyhetsprogram som filmades i hemlighet i NBC Studios på 30 Rockefeller Plaza, i New York. 2002 var Rubin med som grundare av flera framgångsrika ståuppklubbar i New York, så som Joe Franklins Comedy Club och The Comedy Club Company på Times Square, där han fortsatte att ge framträdanden till 2007. Dave Rubin ger numer framförallt framträdanden på ståuppklubbarna Carolines on Broadway och The Laugh Factory.

### Poddradioprogram
Rubin har haft två populära poddradioprogram, Hot Gay Comics och The Ben and Dave Show, båda blev i ett senare skede till TV-program på Here TV. I maj 2009 var Rubin med och skapade ett nytt poddradioprogram, The Six Pack, som blev ett av de mest nedladdade på iTunes. I oktober 2011 började The Six Pack sändas live på Sirius XM Radio fram till december 2012.

### Programledare
I januari 2013 avslutade Rubin sina radioengagemang och påbörjade sin TV-karriär. Han fick då möjlighet till sin egen talkshow, The Rubin Report, på The Young Turks Network, och flyttade från New York till Los Angeles, Kalifornien. Under 2014 var Rubin även programledare för The Golden Girls Ultimate Fan Club, en veckovis web-serie på Lago TV. Rubin flyttade 2015 The Rubin Report från The Young Turks Network till RYOT News. Kort efter började programmet sändas via Larry Kings Ora TV och debuterade den 9 september 2015. I en intervju med Sam Harris på The Rubin Report, citerade Rubin Cenk Uygurs starka kritik av Sam Harris som en av de främsta anledningarna varför han lämnade The Young Turks Network.

### Politik
Rubin identifierar sig med klassisk liberalism, och talar ofta emot progressiv politik som han anser vara del av den regressiva vänstern, ett uttryck populariserat av den brittiska aktivisten Maajid Nawaz. Rubin har även uttryckt att "den regressiva vänstern är vänsterns version av Tea Party-rörelsen, samt att termen "regressiv vänster" också kan tillämpas till personer som använder taktiker som att ljuga om och förtala sina motståndare för politisk vinning. Rubin är förespråkare för yttrandefrihet, och kritisk mot politisk korrekthet. Under ett framträdande på The Joe Rogan Experience framförde Rubin sin tro på vikten av att ha diskussioner om idéer och ideologier utan att attackera sin meningsmotståndare. Han sa även att han tror att man generellt ska döma folk på en individuell basis.
Den 17 augusti 2016 uttryckte Rubin sitt stöd för den libertarianska presidentkandidaten Gary Johnson, och framhävde att trots att det fanns många politiska ståndpunkter hos Libertarian Party som han inte höll med om, tyckte han att deras opinion skulle vara viktig i den konventionella politiken. Då det amerikanska valet 2016 närmade sig började Rubin distansera sig själv från Gary E. Johnson och tog tillbaka delar av sitt stöd. Detta kom efter flera blundrar från Johnson. Rubin kommenterade: "Jag känner att Gary Johnson är åtminstone skyldig mig en middag för att jag försökte..." samt "Jag försökte med Gary Johnson, jag gjorde verkligen det." Den 19 januari 2017 avslöjade Rubin att han till slut ändå röstat på Gary E. Johnson. Den 6 februari 2017 gjorde Rubin ett framträdande på en youtubevideo från Prager University med titeln "Varför jag lämnade vänstern".
Under 2024 avslöjades att Dave Rubin mottagit pengar av en påhittad person, Edward Grigorian, för att publicera ryssvänligt och Ukrainakritiskt innehåll på Youtube. Betalningen kom i själva verket från den ryska tv-kanalen RT.

### Framträdanden
Under 2012 debatterade Rubin den amerikanske programledaren Bill O'Reilly om Chick-fil-A same-sex marriage-kontroversen. Han var även med på The Nightly Show with Larry Wilmore i jun 2015 på Comedy Central.

## Utmärkelser
År 2013 blev Rubin nominerad av LA Weekly för roligaste Twitterkonto. Hans twittrande om politiska frågor har figurerat i Time Magazine, Politico, AOL, och Salon.

## Privatliv
Rubin kom 2006 ut som homosexuell. I december 2014 tillkännagav han sin förlovning med producenten David Janet, och paret gifte sig den 27 augusti 2015.